# 網紋草䲁
網紋草䲁（學名：Clinus musaicus），為輻鰭魚綱䲁形目胎䲁科草䲁屬的一個種，分布於東南大西洋南非海域，深度9至10公尺，體長可達18.3公分，棲息在沙底質且有貝殼碎片的淺水域，雌魚產附著性卵，雄魚會守護卵，幼魚為浮游性，生活習性不明。